# Żyzna buczyna sudecka
Żyzna buczyna sudecka (Dentario enneaphylli-Fagetum Oberd. 1957 ex W. & A. Matuszkiewicz 1960) – żyzny wysokopienny las bukowy zajmujący siedliska w typie lasu świeżego i wilgotnego. Tworzy ją wysokopienny drzewostan bukowy z domieszką świerka, jodły, jaworu, rzadziej (w formie podgórskiej) dębów i graba. Najczęściej występuje na podłożu wapiennym, na glebach zasobniejszych i stąd jest o wiele rzadsza od buczyny acidofilnej.
Występuje w Sudetach i na ich pogórzu oraz wyspowo np. na Wyżynie Śląskiej w przedziale wysokości 500–1000 m n.p.m., rzadko niżej. Na Przedgórzu Sudeckim występuje tylko na izolowanych stanowiskach.
Są to zbiorowiska bogate gatunkowo, o dużej wartości przyrodniczej (także z uwagi na uwarunkowania faunistyczne). Charakterystyczne cechy to słabo wykształcony podszyt i bujne ziołoroślowe lub złożone z wysokich traw runo z gatunkami: szczyr trwały, żankiel zwyczajny, marzanka wonna, żywiec bulwkowaty, żywiec pięciolistkowy, lilia złotogłów, czerniec gronkowy, miodownik melisowaty i gatunek charakterystyczny – żywiec dziewięciolistny.

## Zróżnicowanie
Zespół żyznej buczyny sudeckiej różnicuje się na dwie formy wysokościowe: reglową oraz podgórską (ekstrazonalna). Tworzy również szereg postaci związanych z gradientem wilgotności i żyzności siedliska, wyróżnianych w postaci podzespołów i ich wariantów, np.:
- podzespół z trzcinnikiem leśnym D. e.-F. calamagrostietosum
- podzespół z kopytnikiem D. e.-F. asaretosum
- podzespół z miesiącznicą trwałą D. e.-F. lunarietosum
- podzespół z czosnkiem niedźwiedzim D. e.-F. allietosum